# Mṛtyu
Mṛtyú (devanāgarī : मृत्यु) è un termine sanscrito vedico che indica la morte e la sua personificazione in un deva.
Mṛtyu deriva dalla radice verbale mṛ che possiede il significato di "morire", e col significato di "morte" è analogo al sanscrito mara.
Mṛtyu è correlato al latino mors, mortis (morte) ma anche al greco antico  μoρτός/βρoτός (mortós, mortale), così come all'alto slavo sŭ-mrŭtī e al lituano mirtis, all'avestico mərəta; provenendo dal proto-indoeuropeo *mṛ-ti (morte).
Mṛtyu, nel Ṛgveda, è invocato affinché non colpisca i viventi:
(Ṛgveda X,18,1. Traduzione in I Veda, vol.II di Raimon Panikkar, Milano, Rizzoli,, 2008, pag. 833)
Ma Mṛtyu va confinato fuori dal villaggio, al di là del terrapieno eretto per separare il mondo dei morti dove venivano collocati i defunti, dal mondo dei vivi, il villaggio:
(Ṛgveda X,18,4.)
La Morte è sempre e comunque una ripetizione della vita con l'intero corpo riportati integri e pronti di nuovo a vivere e godere.
Ma è tuttavia temuta e molte sono le invocazioni nei Veda per scongiurarla:
(Ṛgveda, I,89,9. Traduzione di Saverio Sani, in Ṛgveda, Venezia, Marsilio, 2000, pag.178)
Nei Brāhmaṇa la Morte appartiene anche agli Dei (Deva) solo Agni ne è immune:
(Śatapatha Brāhmaṇa II,2,2, 8-14. Traduzione di Sylvain Lévi)